# Ar-Radi
al-Radi, död 940, var abbasidernas 20:e kalif. Han var regerade kalif i Abbasidkalifatet mellan 934 och 940. 